# Alessandra Macinghi Strozzi
Alessandra Macinghi Strozzi, född 1408 i Florens, död där 11 mars 1471, var en italiensk köpman och brevskrivare. Hon var gift med köpmannen Matteo di Simone Strozzi och mor till bankiren Filippo Strozzi. Efter sin makes död 1435 förvaltande hon framgångsrikt familjeföretaget. Hon är främst känd i historien på grund av sin efterlämnade korrespondens, som beskriver livet i renässansens Florens och betraktas som ett viktigt historiskt vittnesmål. 